# Marchouka
La marchouka (en arabe : مرشوقة) est un feuilleté traditionnel sucré de forme triangulaire, originaire de Rabat au Maroc, fourrée d'une généreuse pâte à l'amande, trempée dans le miel et généreusement saupoudrée de sésame. Elle est généralement servie accompagnée de la boufertouna, la soupe traditionnelle de Rabat. C'est une variante des briouates aux amandes dont la préparation et la finition diffèrent.

## Préparation
À la différence des briouates, la marchouka est uniquement sucrée. Cependant, les différences majeures s'opèrent dans la préparation et la finition. Ainsi, contrairement aux briouates aux amandes, la farce de la marchouka est préparée à base d'amandes émondées dorées à l'huile et moulues finement, auxquelles on ajoute du beurre, de la gomme arabique et de l'eau de fleur d'oranger pour obtenir une pâte homogène dont les boulettes sont enveloppées par pliage triangulaire dans une feuille de pastilla, appelée warqa del bastila, littéralement « feuille de la pastilla », à Rabat,.
Une autre particularité de la marchouka est qu'elle est saupoudrée de sésame après avoir été trempée dans le miel.
La marchouka est servie, dans les familles marocaines de Rabat et ses environs, lors des cérémonies et fêtes religieuses ainsi que durant tout le mois du jeûne de ramadan, accompagnée de l'authentique boufertouna traditionnelle et du thé à la menthe marocain.

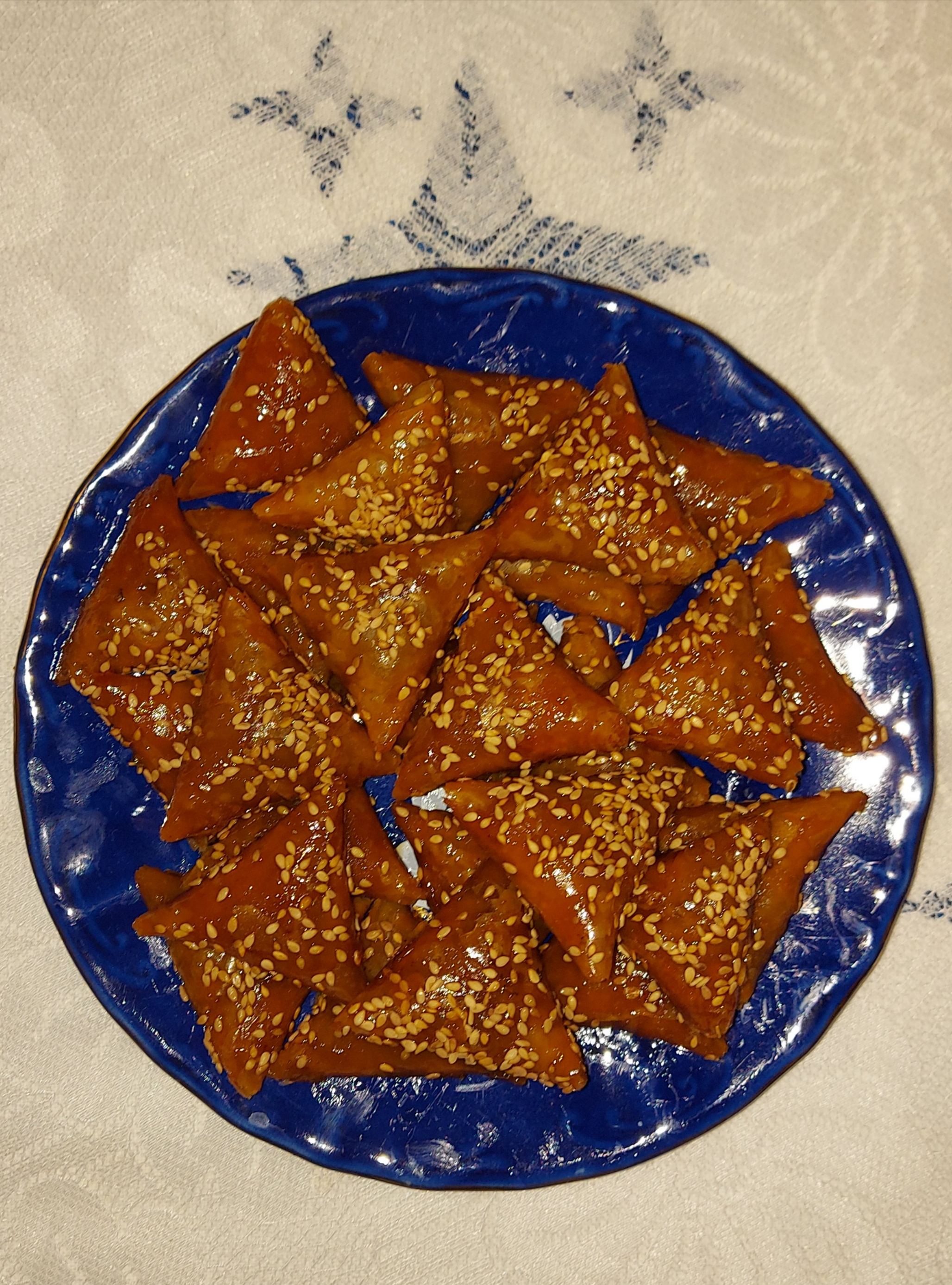
Assortiment de marchouka.